# Oto (Broto)

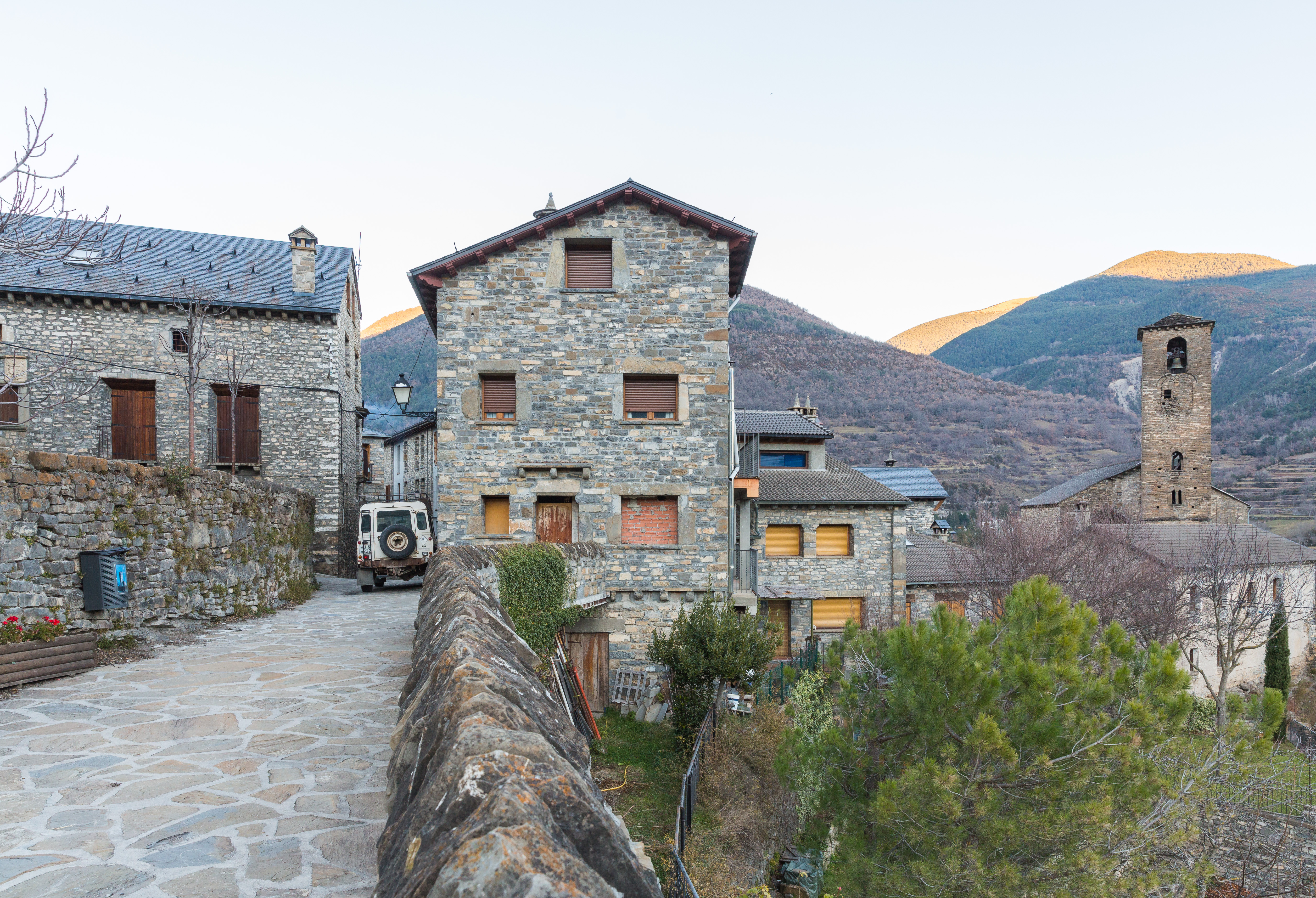
Vista de Oto.

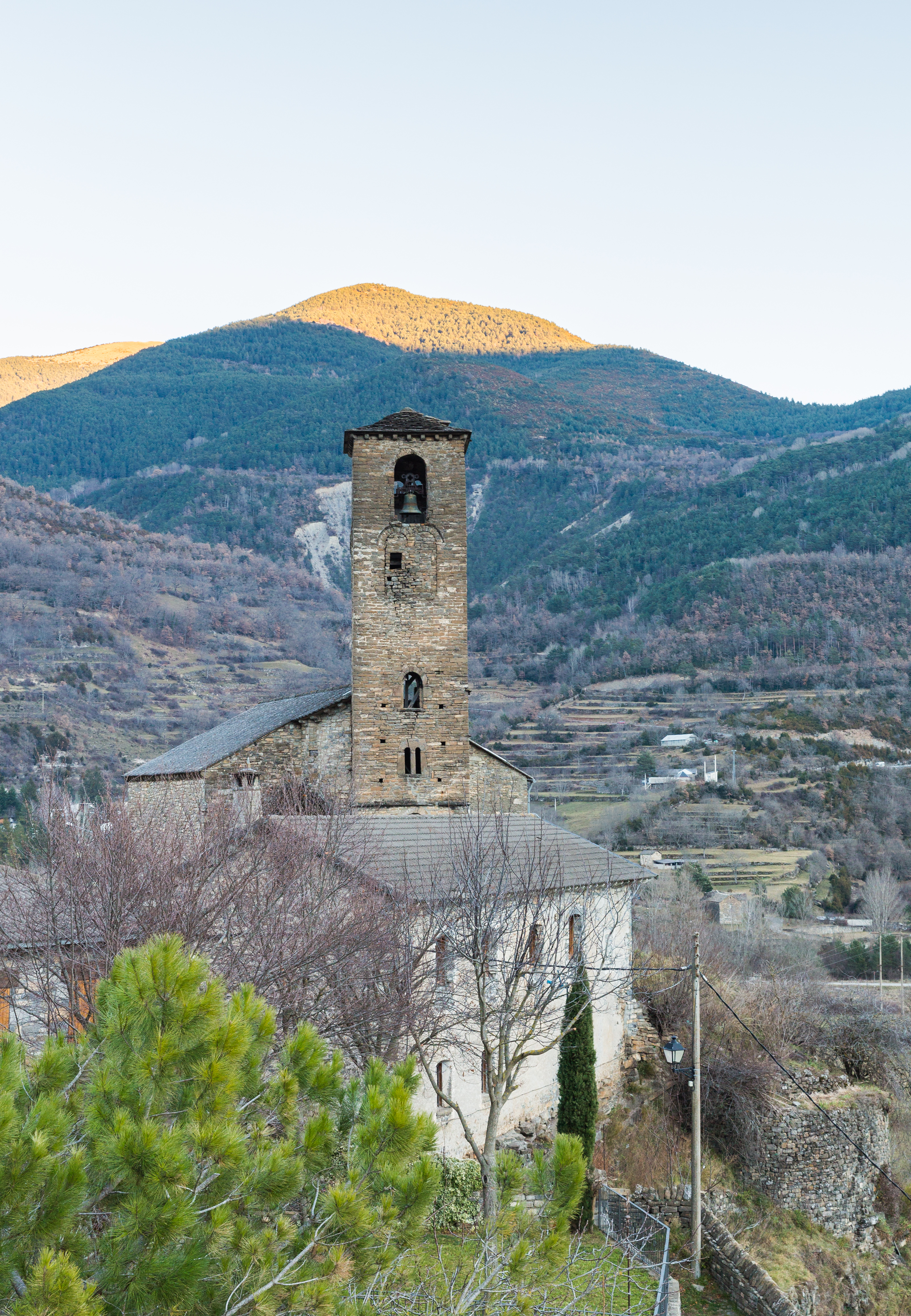
Iglesia de San Saturnino, Oto.

Oto es una localidad y antiguo municipio de España, perteneciente actualmente al municipio de Broto, en la comarca de Sobrarbe, (Huesca), en el Pirineo aragonés.

## Situación geográfica
Está situada a menos de un kilómetro de la localidad de Broto, municipio al que pertenece. Se enclava a 931 m de altura en el valle del Ara.

## Topónimo
Del latín altus ‘alto’ que evoluciona a oto según reglas fonéticas habituales.

## Demografía

### Antiguo municipio
Datos demográficos del municipio de Oto como entidad independiente:
| 349           | 293 | 253 | 297 | 299 | 300 | 308 | 322 | 307 | 291 | -- | -- | -- |
| (Fuente: INE) |     |     |     |     |     |     |     |     |     |    |    |    |

| Gráfica de evolución demográfica de Oto entre 1842 y 1930 |
| |
| Población de derecho según los censos de población del INE Población de hecho según los censos de población del INEEntre el censo de 1857 y el anterior, crece el término del municipio porque incorpora a Yosa Entre el censo de 1940 y el anterior, este municipio desaparece porque se integra en el municipio Broto |

### Localidad
Datos demográficos de la localidad de Oto desde 1900:
| 245                   | 256 | 245 | 234 | 218 | 185 | 142 | 124 | 108 | 92 | 93 | 85 | 71 |
| (Fuente: IAEST e INE) |     |     |     |     |     |     |     |     |    |    |    |    |

- Datos referidos a la población de derecho.

## Monumentos
- Torre defensiva de Oto, atalaya defensiva de casa Don Jorge (siglo XVI)
- Iglesia parroquial de San Saturnino (siglo XV), de estilo mozárabe y románico.
- Ermita de San Sebastián, en las cercanías de la localidad.